# Howard L. Sanders
Howard Lawrence Sanders, nacido el 17 de marzo de 1921 en Newark, Nueva Jersey y fallecido el 8 de febrero de 2001, en Falmouth, Massachusetts, fue un zoólogo estadounidense especialista en ecología bentónica oceánica.

## Biografía
Hizo sus primeros estudios en su localidad natal. Durante la II Guerra Mundial, desde 1942 a 1945, trabajó en el cuerpo de señales del ejército de los Estados Unidos. En 1946 se matriculó en la Universidad Rutgers (universidad estatal de Nueva Jersey), licenciándose en zoología en 1949 en la Universidad de British Columbia (Vancouver, Canadá). Se matriculó en el primer programa de maestría en oceanografía en la Universidad de Rhode Island, estudando con Donald Zinn, entre otros, recibiendo su máster en oceanografía biológica en 1951.
Sanders se dedicó a estudair la fauna bentónica en las costas de Long Island y de la bahía de Buzzards con George Evelyn Hutchinson de la Universidad de Yale, donde obtuvo su doctorado en zoología en 1955.
En ese mismo año describió la clase de los Cephalocarida, en el trabajo:
Sanders, H. L. (1955): "The Cephalocarida, a new subclass of Crustacea from Long Island Sound". Proceedings of the National Academy of Science 41: 61-66.
En el año siguiente comenzó a trabajar como investigador asociado de biología marina en el Marine Biological Lab da la Institución Oceanográfica de Woods Hole, donde permaneció durante toda su carrera, siendo científico asociado en 1958, científico sénior en 1966 y científico emérito en 1986, año en que se jubiló. Sanders fue miembro de la National Academy of Sciences (Academia Nacional de Ciencias de Estados Unidos), para la que fue elegido el ano 1983, de la Asociación Americana para el Progreso das Ciencias, de la Sociedad Americana de Naturalistas y de la Sociedad Americana de Limnología y Oceanografía, así como de otras sociedades científicas, entre ellas del Comité del Centro de Clasificación Oceanográfico da la Smithsonian Institution en artrópodos.
Recoocido como líder mundial en el estudio de las comunidades bentónicas marinas en aguas poco profundas y de las profundidades del mar, Howard Sanders también fue reconocido por sus investigaciones en biología de la contaminación por aceites. Sanders y sus colegas realizaron el primer estudio cuantitativo detallado de los efectos biológicos de un derrame de petróleo cuando la barcaza Florida encalló en la bahía de Buzzards en 1969. Esta investigación sirvió de base para los estudios de los efectos a largo plazo del petróleo en el medio ambiente y continúa hoy en día citándose como un modelo de cómo debe estudariarse este tipo de desastres.

## Abreviatura
La abreviatura Sanders se usa para reconocer a Howard L. Sanders como autoridad en la descripción y taxonomía en zoología.